# يوهان كارلو
يوهان كارلو (بالإنجليزية: Johann Carlo)‏ هي ممثلة أمريكية، ولدت في 21 مايو 1957 في بوفالو في الولايات المتحدة.

## وصلات خارجية
- يوهان كارلو على موقع IMDb (الإنجليزية)
- يوهان كارلو على موقع قاعدة بيانات برودواي على الإنترنت (الإنجليزية)
- يوهان كارلو على موقع قاعدة بيانات الفيلم (الإنجليزية)